# Салліван (Мен)
Салліван (англ. Sullivan) — місто (англ. town) в США, в окрузі Генкок штату Мен. Населення — 1219 осіб (2020).

## Демографія
Згідно з переписом 2010 року, у місті мешкало 1236 осіб у 528 домогосподарствах у складі 332 родин. Було 806 помешкань
Расовий склад населення:
| - 95,6 % — білих - 0,6 % — корінних американців - 0,3 % — азіатів - 0,2 % — чорних або афроамериканців |

До двох чи більше рас належало 2,5 %. Частка іспаномовних становила 1,0 % від усіх жителів.
За віковим діапазоном населення розподілялося таким чином: 19,9 % — особи молодші 18 років, 66,0 % — особи у віці 18—64 років, 14,1 % — особи у віці 65 років та старші. Медіана віку мешканця становила 44,7 року. На 100 осіб жіночої статі у місті припадало 95,3 чоловіків;  на 100 жінок у віці від 18 років та старших — 94,1 чоловіків також старших 18 років.
Середній дохід на одне домашнє господарство  становив 62 264 долари США (медіана — 45 000), а середній дохід на одну сім'ю — 64 548 доларів (медіана — 49 063). Медіана доходів становила 34 167 доларів для чоловіків та 35 417 доларів для жінок. За межею бідності перебувало 15,9 % осіб, у тому числі 26,7 % дітей у віці до 18 років та 2,1 % осіб у віці 65 років та старших.
Цивільне працевлаштоване населення становило 496 осіб. Основні галузі зайнятості: освіта, охорона здоров'я та соціальна допомога — 22,0 %, науковці, спеціалісти, менеджери — 15,5 %, роздрібна торгівля — 12,7 %, мистецтво, розваги та відпочинок — 11,5 %.